# Germán Aceros
Germán Aceros (Bucaramanga, 1938. szeptember 30. – 2018. október 29.) kolumbiai labdarúgó, edző.
1961–62-ben öt alkalommal szerepelt a kolumbiai válogatottban és egy gólt szerzett. Részt vett 1962-es chilei világbajnokságin.

## Fordítás
- Ez a szócikk részben vagy egészben  a   Germán Aceros című angol Wikipédia-szócikk fordításán alapul.  Az eredeti cikk szerkesztőit annak laptörténete sorolja fel. Ez a jelzés csupán a megfogalmazás eredetét és a szerzői jogokat jelzi, nem szolgál a cikkben szereplő információk forrásmegjelöléseként.